# Tinglish

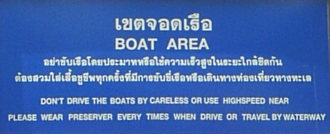
Bordje met Tinglish

Tinglish (ook wel Thailish) is de imperfecte vorm van het Engels dat gesproken wordt door de sprekers van het Thai. Dit komt voornamelijk door de invloed van de moedertaal. 
Enkele veel voorkomende voorbeelden zijn:
- same same en same same but different;
- I love you too much;
- I have ever been to London;
- I'm sad when my mother angries me in de betekenis van is angry with me;
- I used to go to Phuket of I go to Phuket already in de betekenis van I went to Phuket;
- Do not climbing;
- Take a bath terwijl men de douche (shower) bedoelt;
- weglaten van voornaamwoorden en het werkwoord be;
- niet of incorrect gebruiken van de grammatica en werkwoordsvervoegingen.

In veel commercials op de Thaise televisie wordt incorrect Engels gebruikt. Een bekend voorbeeld is:
- Freedom more in plaats van more freedom door de mobieletelefoonaanbieder AIS.

In de uitspraak van het Tinglish wordt de klemtoon vaak verplaatst naar de laatste lettergreep en worden de laatste medeklinkers vaak niet uitgesproken of veranderd volgens de uitspraakregels van het Thai. Een r wordt vaak veranderd in een l.
- De in Thailand favoriete whisky Johnnie Walker wordt dus uitgesproken als Johnnie Walkeuuuuh.